# Pimelodus blochii
Pimelodus blochii és una espècie de peix de la família dels pimelòdids i de l'ordre dels siluriformes. Els mascles poden assolir els 35 cm de llargària total. Es troba a Sud-amèrica: conques dels rius Orinoco i Amazones.